# Logroño (Ekwador)
Logroño – miasto w Ekwadorze, w prowincji Morona-Santiago, siedziba kantonu Logroño.